# Эрранс Касадо, Хулиан
Хулиан Эрранс Касадо (исп. Julián Herranz Casado; род. 31 марта 1930, Баэна, Испания) — испанский куриальный кардинал, опусдеист. Титулярный епископ Вертары с 15 декабря 1990 по 14 декабря 1994. Титулярный архиепископ Вертары с 14 декабря 1994 по 21 октября 2003. Председатель Папского Совета по интерпретации законодательных текстов с 19 декабря 1994 по 15 февраля 2007. Председатель Дисциплинарной Комиссии Римской курии с 3 декабря 1999 по 11 мая 2010. Кардинал-дьякон с титулярной диаконией Сант-Эудженио с 21 октября 2003 по 12 июня 2014. Кардинал-священник с титулом церкви pro hac vice Сант-Эудженио с 12 июня 2014.
Эрранс Касадо один из только двух кардиналов — наряду с кардиналом Хуаном Сиприани Торном, которые принадлежат Опусу Деи, Эрранс Касадо член организации высшего ранга в иерархии Церкви. Он также рассматривается одним из передовых экспертов в каноническом праве, и был одним из наиболее влиятельных фигур Ватикана в течение периода незадолго до смерти папы римского Иоанн Павла II.

## Ранняя жизнь. Образование
Эрранс Касадо родился в Баэне (провинция Кордова) 31 марта 1930 года. Эрранс Касадо присоединился к Опус Деи в 1949 году после прочтения конспиратологической истории об этой организации будучи редактором университетской газеты..
Образование получил сначала в Барселонском университете (лиценциат в медицине с специализацией в психиатрии), а также в Наваррском университете (докторантура в медицине); образование по богословию получил в Международной семинарии Опус Деи в Риме; далее продолжил своё образование в Ангеликуме (докторантура в каноническом праве).

## Священник
Он был рукоположён в священники Опус Деи 7 августа 1955 года, в церкви la Concepción, в Мадриде, епископом Хуаном Рикоте Алонсо — титулярным епископом Милетополи, вспомогательным епископом Мадрида, после получения докторантуры в медицине от Барселонского и Наваррского университетов и в каноническом праве от Ангеликума в Риме. Он преподавал каноническое право в Наваррском университете, где был профессором, и путешествовал во всему миру от имени Опус Деи до 1960 года, когда он начал работать на Римскую курию. Работал в Священной Конгрегации Собора в катехизационных и дисциплинарных вопросах относительно Латинской Америки.
В период прохождения Второго Ватиканского Собора (1962-1965 годы), Эрранс Касадо служил в качестве помощника обучения в комиссиях по дисциплине духовенства и христиан. В 1983 году, он был назначен заместителем секретаря Папской Комиссии по аутентичной интерпретации Кодекса канонического права. Член Института Правовых исследований Martín de Azpilcueta и редакционного правления журнала Studi Cattolici, в Милане, и Ius Canonicum, в Памплоне. Сотрудник Dictionarium morale et canonicum, в Риме, и Gran Enciclopedia Rialp, в Мадриде. Сотрудник также многочисленных публикаций по каноническому праву. В персональной прелатуре Опус Деи выполнял пасторскую работу в Италии, Испании, испаноговорящей Америке, Англии, Ирландии, Франции и Кении. С 1984 года секретарь Папской Комиссии по интерпретации Кодекса канонического права, более позднее Папского Совета по интерпретации законодательных текстов. Советник Конгрегации по делам Епископов и член нескольких специальных комиссий Римской курии.

## Архиепископ
15 декабря 1990 года, он был назначен титулярным епископом Вертары папой римским Иоанном Павлом II. Эрранс Касадо получил свою епископскую ординацию 6 января 1991 года, в соборе Святого Петра, непосредственно от Иоанна Павла II, которому помогали титулярный архиепископ Весковьо Джованни Баттиста Ре — заместитель Государственного секретаря Святого Престола по общим делам и титулярный Бользены Джастин Ригали — Секретарь Конгрегации по делам Епископов. На этой же самой церемонии были рукоположены будущие кардиналы Жан-Луи Торан, Винко Пулич, и Франсиско Хавьер Эррасурис Осса.
9 декабря 1994 года, он был возведён в архиепископы и назван председателем Папского Совета по интерпретации законодательных текстов в Римской курии, на этом посту он ответствен за советы папе римскому по вопросам церковного права.
3 декабря 1999 года был назначен председателем Дисциплинарной Комиссии Римской курии.

## Кардинал и влиятельное лицо в курии
Эрранс Касадо был возведён в кардиналы-дьяконы с титулярной диаконией церкви Святого Евгения Иоанном Павлом II на консистории от 21 октября 2003 года.
Согласно ватиканскому журналисту Сандро Маджистру, к концу 2004 года, Эрранс Касадо «постоянно получал влияние» во внутренних делах Ватикана. Наряду с кардиналами Йозефом Ратцингером, Анджело Содано и личным секретарём папы римского, архиепископом Станиславом Дзивишем, Эрранс Касадо, как полагают, был в значительной степени ответственен за руководство курии время от времени, когда папа римский был выведен из строя болезнью.. Эрранс Касадо находит теории заговора об Опус Деи особенно оскорбительными, утверждая, что Опус Деи не имеет «никакой скрытой повестки дня. Единственная политика — послание Христа»..
По смерти Иоанна Павла II, последовавшей 2 апреля 2005 года, Эрранс Касадо и все главные ватиканские официалы автоматически потеряли свои посты на период Sede Vacante. Эрранс Касадо был позднее подтверждён председателем Папского Совета по интерпретации законодательных текстов папой римским Бенедиктом XVI 21 апреля того же года. Он был одним из кардиналов-выборщиков на Папском Конклаве 2005, но, непосредственно, всё же вообще не рассматривался сильным кандидатом на папство; вместо этого, он был описан как высоко влиятельное посвящённое лицо, потенциально играя роль «серого кардинала» на Конклаве. Сообщалось, что, и прежде и после смерти папы римского Иоанна Павла II, Эрранс Касадо созывал встречи кардиналов на вилле в Гроттаросса, в пригороде Рима..
15 февраля 2007 года папа римский Бенедикт XVI принял отставку кардинала Эрранса Касадо с поста председателя Папского Совета по интерпретации законодательных текстов, после двенадцати лет службы.
31 марта 2010 года кардиналу Эррансу Касадо исполнилось 80 лет и он потерял право участвовать в Конклавах, хотя и остается влиятельным лицом в Римской Курии.
10 мая 2010 года кардинал Эрранс Касадо покинул пост председателя Дисциплинарной Комиссии Римской Курии, его преемником стал епископ Джорджо Корбеллини.
12 июня 2014 года возведён в кардиналы-священники с титулом церкви pro hac vice Святого Евгения.